# (4154) Rumsey
(4154) Rumsey es un asteroide perteneciente al cinturón de asteroides, descubierto el 10 de julio de 1985 por Alan C. Gilmore y la también astrónoma Pamela M. Kilmartin desde el Observatorio Universitario del Monte John, Isla Sur, Nueva Zelanda.

## Designación y nombre
Designado provisionalmente como 1985 NE. Fue nombrado Rumsey en honor al óptico neozelandés Norman J. Rumsey.